# Église Saint-Nicolas d'Ušće
Pour les articles homonymes, voir Église Saint-Nicolas et Ušće.
L'église Saint-Nicolas d'Ušće (en serbe cyrillique : Црква Светог Николе у Ушћу ; en serbe latin : Crkva Svetog Nikole u Ušću) est une église orthodoxe serbe située à Ušće, dans le district de Raška et sur le territoire de la ville de Kraljevo en Serbie. Elle est inscrite sur la liste des monuments culturels de grande importance de la république de Serbie (identifiant no SK 676).

## Présentation
Selon la tradition populaire, l'église Saint-Nicolas, aurait été construite à l'emplacement où les fils de Stefan Nemanja Stefan Ier Nemanjić et Vukan Nemanjić se seraient reposés lors du transfert des reliques de leur père du monastère de Hilandar à celui de Studenica en 1208.
L'église est de plan rectangulaire et est dotée d'une abside demi-circulaire. Elle est construite en pierre de taille. Les fenêtres, de style gothique, sont en marbre blanc ; elles forment un arc brisé englobant une double ouverture trilobée dont les éléments sont séparés par une colonne. Par son style, l'édifice remonte sans doute au XIVe siècle.
Les fresques du mur ouest sont en si mauvais était qu'il impossible de déterminer les sujets qu'elles représentent.
L'église, alors en très mauvais état, a été restaurée à partir de 1968.